# Zbyňov
Zbyňov (en hongrois : Zebény) est une commune de la région de Žilina, en Slovaquie.

## Histoire
La première mention écrite du village date de 1407.

## Démographie

### Évolution de la population
| Année:               | 1994. | 2004.   | 2014.   | 2024.   |
| -------------------- | ----- | ------- | ------- | ------- |
| Nombre de personnes: | 807   | 853     | 835     | 899     |
| Différence:          |       | +5,70 % | -2,11 % | +7,66 % |

| Année:               | 2023. | 2024.   |
| -------------------- | ----- | ------- |
| Nombre de personnes: | 883   | 899     |
| Différence:          |       | +1,81 % |